# Kindheitspädagoge
Kindheitspädagogen sind pädagogische Fachkräfte, die ein grundständiges oder berufsbegleitendes Studium der Kindheitspädagogik, Frühpädagogik, Frühkindlichen Bildung, Pädagogik der Kindheit, Elementarbildung oder Bildung und Erziehung im Kindesalter absolviert haben.

## Studium
Das Studium erfolgt an Fachhochschulen bzw. Hochschulen für angewandte Wissenschaften oder in Baden-Württemberg auch an Pädagogischen Hochschulen und schließt nach sechs bis sieben Semestern mit dem Bachelor of Arts ab.
Teilweise werden auch Teilzeit-Studiengänge angeboten, z. B. als akademische Weiterqualifikation für im Beruf stehende Erzieher.
Es gibt zudem auch Studienmöglichkeiten innerhalb Dualer Studiengänge.
Angesichts eines neuen bildungs- und gesellschaftspolitischen Stellenwertes der frühkindlichen Bildung wird die bisherige Fachschulausbildung für die Kinder- und Jugendhilfe seitdem in Deutschland um eine auf frühkindliche Bildungsaufgaben spezialisierte Hochschulbildung ergänzt. In Zusammenarbeit mehrerer Hochschulen, die Studiengänge für die Bildung, Betreuung und Erziehung im Kindesalter auf Bachelor- und Masterebene anbieten, werden hochschulübergreifend Bildungsinhalte und Vermittlungsmethoden für die Professionalisierung von Frühpädagogen entwickelt.

### Inhalte
Grundlegende Studieninhalte sind:
- Erziehungswissenschaft
- Entwicklungspsychologie, Kinderpsychologie
- Elementardidaktik (übergreifende Darstellungen zum spezifischen Lernen im Vorschulalter)
- anthropologische Voraussetzungen bzw. Grundlagen[3]
- insbesondere Theorie und Praxis des Bindungsansatzes (z. B. der Bindungsansatz nach John Bowlby)
- Kleinkind- und Eltern-Kind-Beobachtung
- Methoden der Einschätzung kindlicher Entwicklung
- Erziehungsansätze und Frühförderung
- Sozialerziehung (u. a. Soziales Lernen, sozialer Beziehungen)
- Beobachtung, Dokumentation (z. B. Portfolio und Analyse)
- Familienentwicklung, spezifische Elternarbeit
- rechtliche und institutionelle Rahmenbedingungen der Erziehung in der frühen Kindheit
- Vorschulpädagogik im internationalen Vergleich
- Spezialisierungen (auf verschiedene Bildungsbereiche – z. B. auf Naturwissenschaft, Sprache, Musik, Sport)
- Hospitationen und Praktika, die in der Regel in entsprechenden Einrichtungen absolviert werden.
- Je nach Hochschule sind Geistes, Kultur- und Gesellschaftswissenschaften wie die Soziologie, Philosophie oder Anthropologie etc. elementare Bestandteile der Ausbildung.

## Berufsfelder
Berufsfelder, in denen Kindheitspädagogen arbeiten, sind unter anderem auch die traditionellen Einsatzbereiche der Erzieher wie beispielsweise Kinderkrippen, Kindergärten, Schulhorte, Integrationskindergärten und -horte, Ganztagesschulen, Behinderteneinrichtungen, Einrichtungen der Jugendhilfe, Heime sowie Kinder- und Jugendfreizeiteinrichtungen.
Der Studienabschluss qualifiziert auch für Leitungsfunktionen und Fachberatungen, für Bildungsberatung und -forschung oder für die Konzeptionserstellung. Nach dem Bachelorabschluss kann ein forschungsorientierter Master-Studiengang belegt werden.

## Geschichtlicher Hintergrund
Die Arbeit im Elementarbereich war, anders als im Primarbereich, eher durch Erziehungs- und Betreuungsaufgaben bestimmt.
Deutschland hat bisher in den Einrichtungen der Kindertagesbetreuung einen Akademikeranteil, der in allen Bundesländern im einstelligen Bereich liegt.
Die beschäftigten Akademiker waren bisher vor allem Sozialpädagogen/Sozialarbeiter, die – wenn sie in diesem für sie eher „untypischen“ Berufsfeld beschäftigt waren – oft die Leitung innehatten.
Im europäischen Vergleich findet die berufliche Qualifikation oft oder sogar ausschließlich auf akademischer Ebene statt.
Lediglich in Deutschland, Österreich und Malta ist bzw. war die Ausbildung außerhalb der Hochschule organisiert.
Bereits in den 1990er Jahren gab es um die Akademisierung der pädagogischen Fachkräfte Diskussionen: So fasste 1993 die Gewerkschaft Erziehung und Wissenschaft auf dem Gewerkschaftstag den Beschluss „Erzieher/innenausbildung an die Hochschule“.
Durch die vergleichsweise schlechten Leistungen von deutschen Schülern in den PISA-Studien bekam die frühkindliche Bildung einen höheren Stellenwert und sollte in den Kindertageseinrichtungen konzeptionell und in der praktischen Arbeit implementiert werden.
Damit wurde auch die Arbeit in den Kindertagesstätten deutlich komplexer, und es galt, sehr unterschiedliche Bedürfnisse zu befriedigen: Betreuung, Erziehung, Bildung, Elternarbeit, Gemeinwesenarbeit und vermehrt auch „Individualisierung“ des Kindes galt es miteinander zu verbinden und sich selbst im Spannungsfeld zu positionieren.
Die Erzieher sollten dies leisten, waren dafür aber kaum ausgebildet.
Durch den etwa zeitgleich ablaufenden Bologna-Prozess konnte durch Implementierung von auf den Elementarbereich zugeschnittenen Hochschulstudiengängen die schon lange geforderte Professionalisierung und Akademisierung vorangetrieben werden.
Man hoffte, dass mit der Akademisierung auch eine höhere Professionalität einhergehen würde. Weiter erhoffte man sich die Erschließung neuer Zielgruppen, die sich für die Arbeit mit Kindern im Elementarbereich interessieren, aber gerne ein Hochschulstudium abschließen wollen, gegebenenfalls damit auch auf eine höhere Entlohnung spekulieren.
2004 entstanden so die ersten spezialisierten Studiengänge in Deutschland.
Damit sollte eine Höherqualifikation des fachpädagogischen Personals und eine Aufwertung der Tätigkeiten einhergehen.
Diesen Studiengängen gab man Namen wie „Vorschulpädagogik“, „Elementarpädagogik“, „Frühpädagogik“, „Pädagogik der frühen Kindheit“, „Familien- und Elementarpädagogik“, „Kleinstkindpädagogik“, „Elementar- und Primarpädagogik“, „Pädagogik und Kindheitsforschung“ oder „Pädagogik der Kindheit“.
Die Bundesarbeitsgemeinschaft Bildung und Erziehung in der Kindheit beschloss 2009, für die Absolventen dieser Studiengänge die Bezeichnung Staatlich anerkannter Kindheitspädagoge zu verwenden.
2011 hat die Jugend- und Familienministerkonferenz den Hochschulen empfohlen, diese Berufsbezeichnung zu benutzen, die sich inzwischen etabliert hat.
2010 wurde in Köln der Studiengangstag Pädagogik der Kindheit unter dem gemeinsamen Dach des Fachbereichstages Soziale Arbeit (FBTS) und des Erziehungswissenschaftlichen Fakultätentages (EWFT) gegründet, der die hochschulpolitischen Interessen der kindheitspädagogischen Studiengänge vertritt.

## Einkommen
Bis heute (Stand: Oktober 2013) gibt es noch keine feste Tarifeingruppierung für den Öffentlichen Dienst, und die Kindheitspädagogen werden nach ihrer Tätigkeit eingruppiert.
Das bedeutet, dass Kindheitspädagogen, die eine Gruppenleitungsstelle innehaben, in der Regel dieselbe Eingruppierung wie beispielsweise Erzieher erhalten (in der Regel Entgeltgruppe S6 oder S8).
Üblicherweise erhalten im Öffentlichen Dienst beschäftigte Akademiker eine Eingruppierung ab Entgeltgruppe 9.

## Beschäftigungsverhältnisse
Am Stichtag 1. März 2013 arbeiteten in deutschen Tageseinrichtungen für Kinder 1664 ausgebildete Kindheitspädagogen, davon 110 Männer.